# Ad Abi Karam
Ad Abi Karam (ur. 28 marca 1937 w Qornet Shehwan) – libański duchowny maronicki, obecnie pracujący w Australii. W latach 2002–2013 był ordynariuszem eparchii św. Marona w Sydney.

## Życiorys
Święcenia kapłańskie przyjął 25 marca 1962. Początkowo pełnił funkcję wychowawcy w seminarium w Ghazir, w 1967 został dyrektorem szkoły w Kornet Chewan. W latach 1973–1974 był sekretarzem generalnym eparchii św. Marona w Sydney, później został mianowany proboszczem maronickiej parafii w Moutaileb, gdzie pracował do nominacji biskupiej.
26 października 2001 papież Jan Paweł II mianował go maronickim eparchą Sydney. Sakry udzielił mu 12 stycznia 2002 kardynał Nasrallah Piotr Sfeir, maronicki patriarcha Antiochii, zwierzchnik Kościoła maronickiego. Jego ingres do katedry maronickiej w Sydney odbył się 8 lutego 2002.
17 kwietnia 2013 przeszedł na emeryturę.